# Rochy-Condé
Rochy-Condé ist eine französische Gemeinde mit 999 Einwohnern (Stand 1. Januar 2022) im Département Oise in der Region Hauts-de-France. Die Gemeinde liegt im Arrondissement Beauvais und ist Teil der Communauté d’agglomération du Beauvaisis und des Kantons Mouy.

## Geographie
Die Gemeinde an der Bahnstrecke von Beauvais nach Creil (mit Abzweig nach Bresles an der großenteils aufgelassenen Strecke nach Soissons) liegt an der Einmündung des Bachs Laversines in den Thérain größtenteils an dessen linkem Ufer, der Bahnhof (heute Haltepunkt) auf dem rechten Ufer des Thérain. Jenseits der Bahnstrecke befindet sich das Sumpfgebiet Marais de Condé. Im Osten des Gemeindegebiets liegen ein Modellflugplatz und eine Go-Kart-Bahn sowie das Gehöft Caygneux. Im Norden liegt jenseits der als Schnellstraße ausgebauten  Route nationale 31 der Ortsteil La Faisanderie an der Grenze zur Nachbargemeinde Laversines.

## Einwohner
| 1962 | 1968 | 1975 | 1982 | 1990 | 1999 | 2006 | 2011 |
| ---- | ---- | ---- | ---- | ---- | ---- | ---- | ---- |
| 536  | 600  | 604  | 573  | 594  | 634  | 807  | 1028 |

## Verwaltung
Bürgermeister (maire) ist seit 2014 Frédéric Seguin.

## Sehenswürdigkeiten

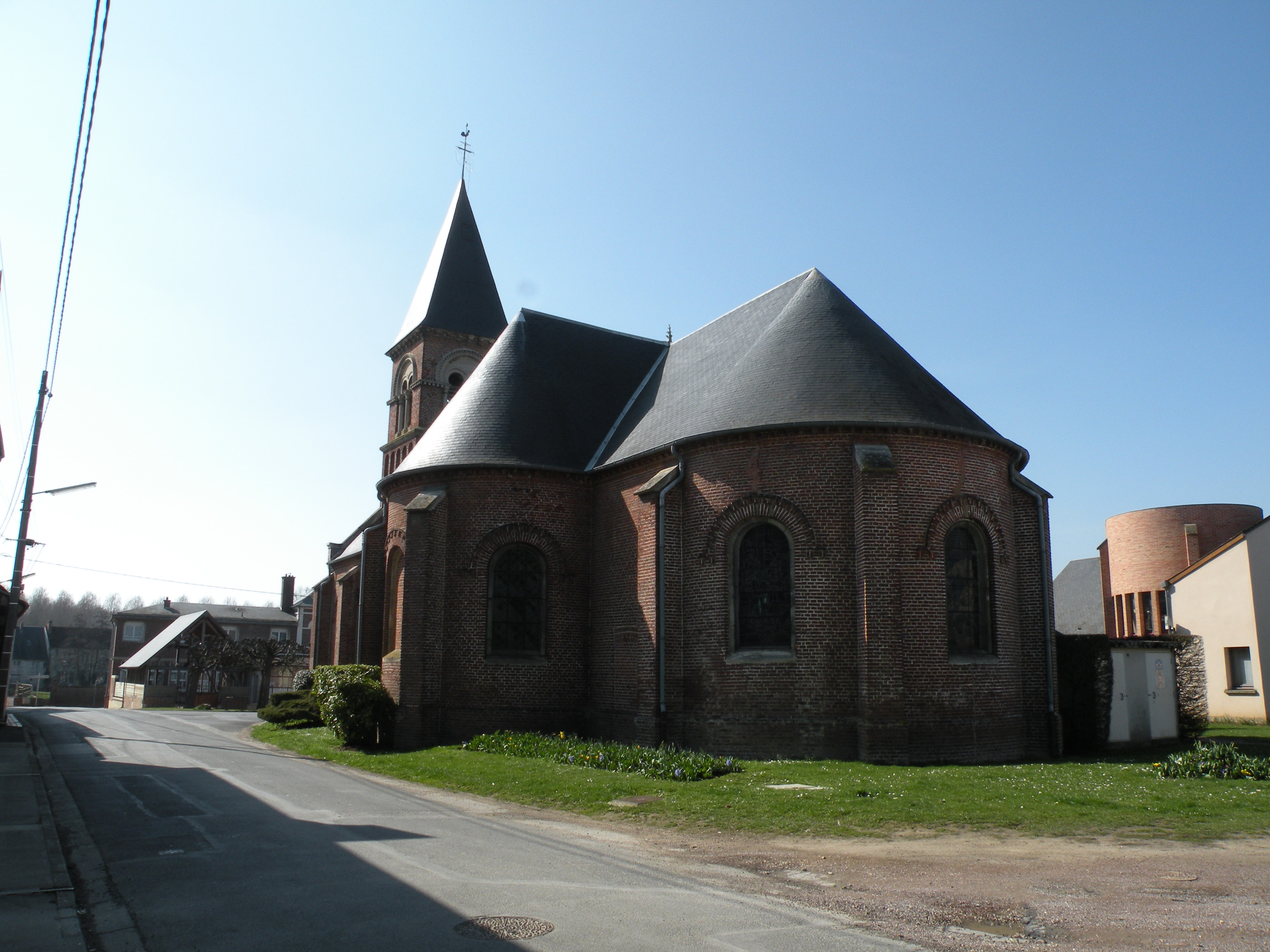
Kirche Saint-Martin

- Kirche Saint-Martin[1]